# Parnas (Saint-Pétersbourg)
Parnas est un okroug municipal sous la juridiction de Saint-Pétersbourg dans le district de Vyborg.